# Místico
Luis Ignascio Urive Alvirde, mer känd som Místico, född 22 december 1982, är en mexikansk professionell brottare. Han debuterade i CMLL år 2004. År 2011 till 2014 stod han under kontrakt med WWE under namnet Sin Cara. I samband med att han lämnade CMLL så ändrade han sitt artistnamn och valde själv det nya namnet Sin Cara.
I januari 2014 löpte hans kontrakt med WWE ut och han återvände då till Mexiko. Den 1 februari 2014 anordnade han en egen show i lucha libre på ett gym han driver i Mexico City. Han deltog själv i matcher tillsammans med diverse etablerade mexikanska stjärnor som han bjudit in. 
Våren 2014 skrev han på för Lucha Libre AAA Worldwide och wrestlade där under namnet Myzteziz på grund av att WWE äger rättigheterna till namnet Sin Cara och CMLL äger rättigheterna till namnet Mistico. 2015 återvände han till Arena Mexico och skrev åter på för CMLL. Detta innebar ytterligare ett namnbyte, till Caristico. 2017 vann han turneringen Gran Alternativa tillsammans med Soberano Jr.
När Místico II lämnade CMLL år 2021 bytte han tillbaka till namnet Místico samma dag.

## Galleri

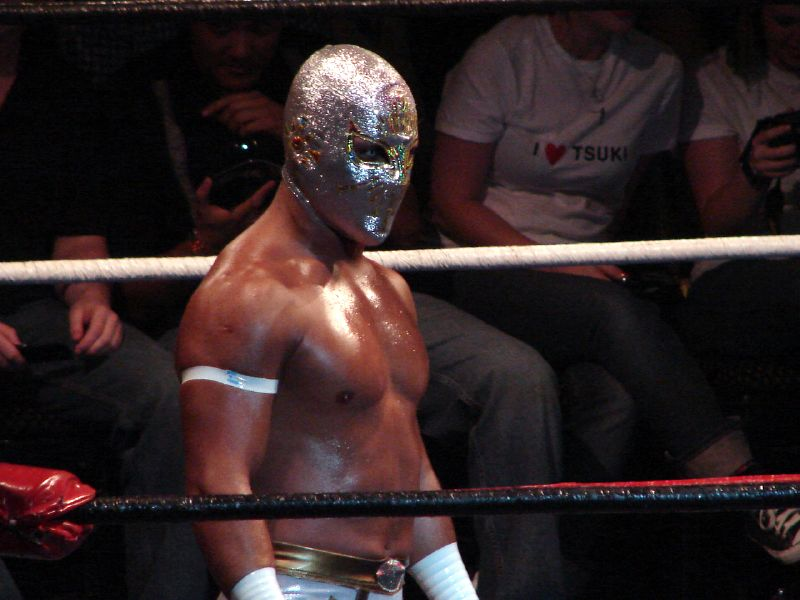
Som Místico, 2006.
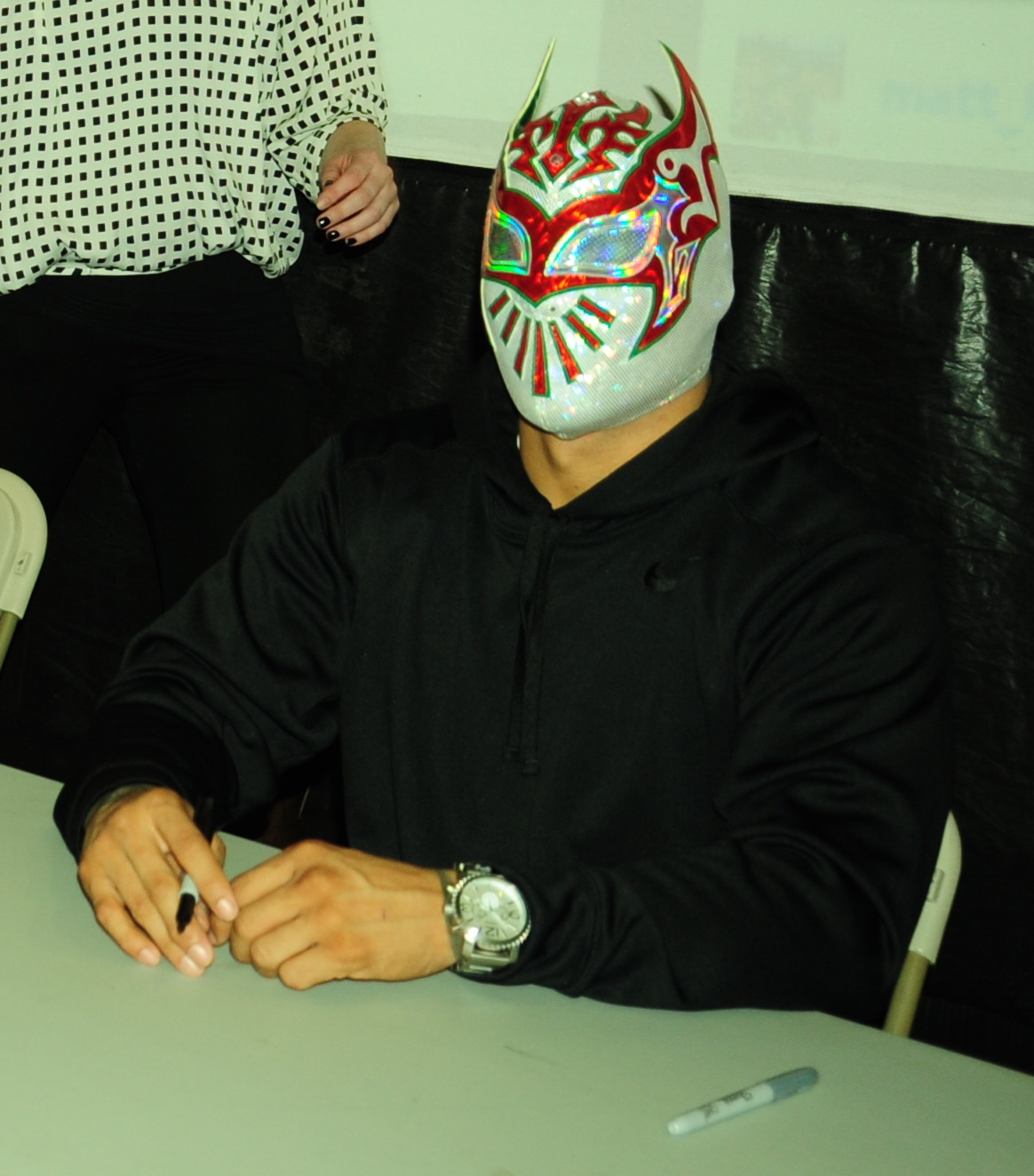
Som Sin Cara, 2013.
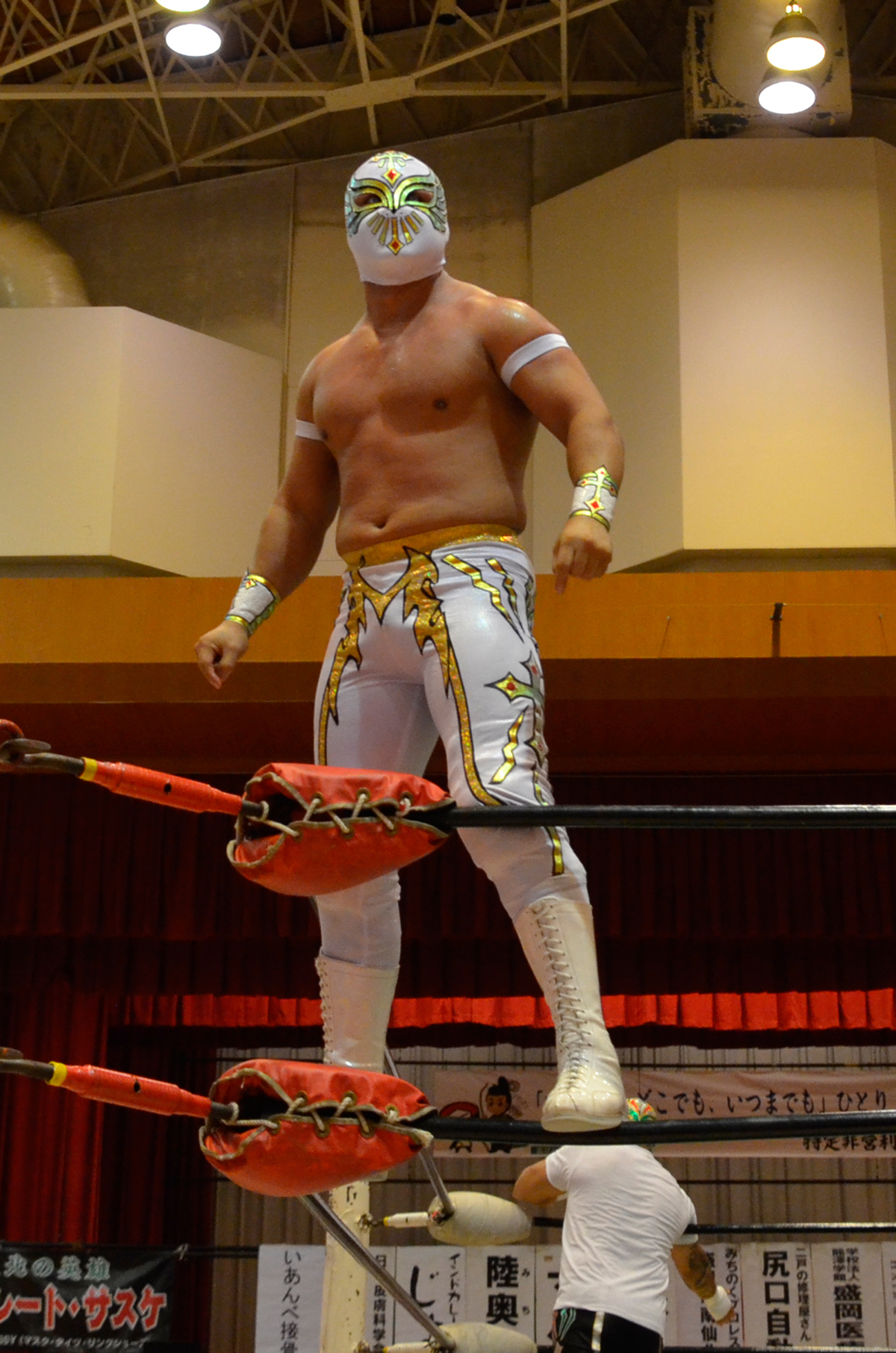
Som Myzteziz, 2016.